# Редуголь
Ре́дуголь (фин. Retukylä) — упразднённая деревня на территории Курортного района города Санкт-Петербурга.
Находилась на левом берегу реки Сестры, южнее станции Белоостров, место компактного проживания ингерманландских финнов.

## История
Первое картографическое упоминание — селение Редекуля на карте Ингерманландии А. Ростовцева от 1727 года.

РЕДУГОЛИ — деревня вотчины Белоостровской, принадлежит Кайдановой, Действительной Статской Советнице, жителей  по ревизии 59 м. п., 75 ж. п.; (1838 год)

На этнографической карте Санкт-Петербургской губернии П. И. Кёппена 1849 года она обозначена как деревня «Retukylä», расположенная в ареале расселения савакотов. В пояснительном тексте к этнографической карте указано количество её жителей на 1848 год: савакотов — 44 м. п., 52 ж. п., всего 96 человек.

РЕДУГОЛИ — деревня Гр. Левашёвой, по Выборгскому почтовому тракту 38 вёрст, далее по просёлкам, 13 дворов, 67 душ.(1856 год)

Согласно «Топографической карте частей Санкт-Петербургской и Выборгской губерний» в 1860 году деревня Родуголь (Редикуль) насчитывала 15 дворов. Рядом с деревней располагалась Дача Ремс.

РЕДАКЮЛЬ (РЕДИКУЛЬ, РЕДУГОЛЬ) — деревня владельческая, при р. Сестре, 14 дворов, 38 м. п., 52 ж. п.;(1862 год)

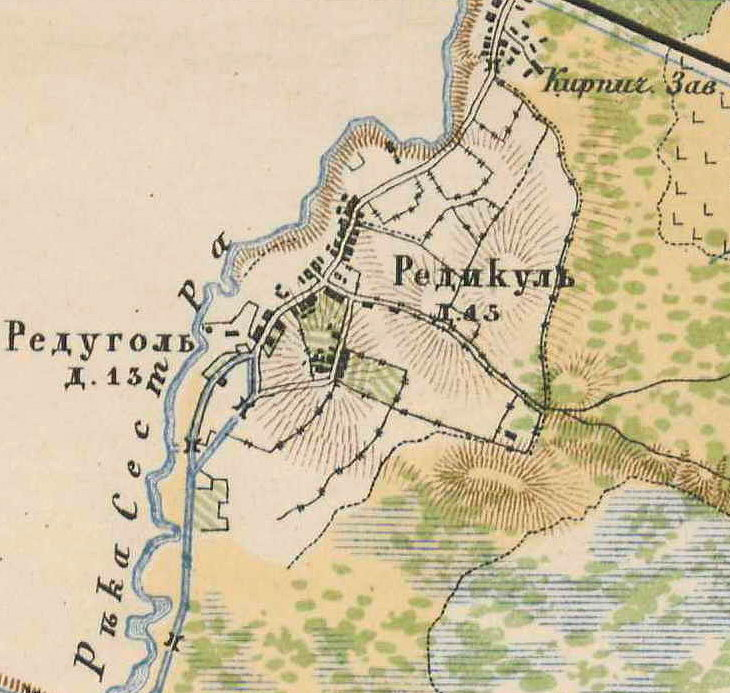
План деревни Редуголь. 1885 год

Сборник Центрального статистического комитета описывал деревню так:

РЕДЕРОЛЬ — деревня бывшая владельческая Белоостровской волости при реке Сестре, дворов — 18, жителей — 94; Две лавки. (1885 год).

Известный специалист по дачному отдыху В. К. Симанский, так описывал Редуголь в 1892 году:
Редуголь — селение в 30 дворов, с 120 жителями обоего пола, находится в 30 в. от столицы, в 1 версте от финляндской ж. д., при р. Сестре. Местность, окружающая селение — низменная, болотистая, болото кругом деревни, открытая; почва глинистая; жители пользуются водою колодезною; она прозрачная, без запаха и вкусная. Самое селение расположено в ложбине, на сажень выше воды в реке; дома разсеяны группами, отделенными полями отъ 5 до 15 саж., одноэтажные; курных изб немного. Селение вообще бедное; в 3-х верстах находится сестрорецкой оружейный завод; жители главным образом занимаются земледелеем и молочным хозяйством. Дачный промысел вовсе не развит, так как дач — нет, а в чухонских, полуразвалившихся лачугах не совсем то приятно поселиться на лето, особенно если принять во внимание грязно содержимые дворы, где приготовляются удобрения для полей.В. К. Симанский  «Куда ехать на дачу? Выпуск 2 — более 20-ти верст от С-Пб. 1892 г. Северо-восточное побережье Финскаго залива и Финляндская железная дорога»
В 1902 году в деревне открылась школа с преподаванием на финском языке. В постройке одноэтажного здания земской школы участвовал Н. В. Никитин.

РЕДУГОЛЬ (РЕДАКЮЛЬ) — деревня Белоостровского сельского общества Белоостровской волости, число домохозяев — 25, наличных душ: 60 м. п., 68 ж. п.; количество надельной земли — 160 дес. (1905 год)

В 1908 году в деревне проживали 160 человек из них 22 человека детей школьного возраста (от 8 до 11 лет).
В начале XX века в Редуголи работали несколько, переходящих из рук в руки кирпичных заводов разных владельцев: братьев Ивана Николаевича и Николая Николаевича Харчевых (купцов 1-й гильдии), П. А. Баганина, С. Пилова, С. Н. Пузанова и Матвея Сегаля. К 1914 году остался один — братьев Харчевых. Последним владельцем национализированного в 1918 году завода была вдова, Анна Васильевна Харчева.

РЕДУГОЛЬ — деревня в Александровском сельсовете Парголовской волости, Ленинградского уезда, 55 хозяйств, 216 душ.

Из них: русских — 11 хозяйств, 30 душ; финнов-ингерманландцев — 41 хозяйства, 172 души; финнов-суоми — 1 хозяйство, 7 душ; немцев — 1 хозяйство, 6 душ; эстов — 1 хозяйство, 1 душа.(1926 год)

В начале 1930-х здесь была организована сельскохозяйственная артель молочно-огородного направления «Редуголь», объединившая 85 дворов и 165 едоков. Был небольшой лесопильный завод. 
Деревня входила в состав Парголовского района Ленинградской области. 
Начиная с конца 1920-х годов в несколько этапов проводились репрессии и выселения преобладающего в этих местах ингерманландского населения. Закончилось все в 1935 году полной очисткой пограничной полосы от местного населения, строения опустевших деревень уничтожались.
В 1936 году были депортированы и жители деревни Редуголь, деревня упразднена.
В деревне Редуголь прошло детство сценографа Магаданского музыкально-драматического театра им. М. Горького, заслуженного деятеля искусств Казахской ССР, художника В. И. Антощенко-Оленева.
В 1970 году на перепаханном войной пустыре на берегу реки Сестры было основано садоводство Сестрорецкого инструментального завода.
Сейчас на месте деревни находится садоводческий массив.